# Tricot aux doigts

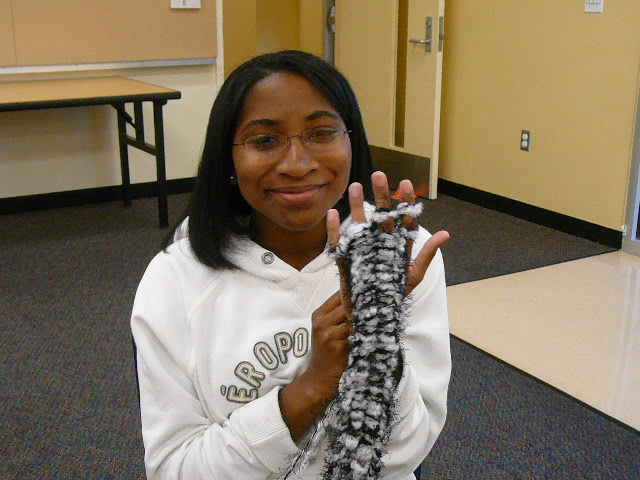
Écharpe en tricot aux doigts.

Le tricot aux doigts est une technique de tricot où les doigts sont utilisés à la place des aiguilles à tricoter.
Bien que le tricot aux doigts soit pratiqué par des personnes de tout âge, il est cité comme un moyen d'enseignement pour les enfants à cause de sa simplicité par rapport au tricot avec des aiguilles. Cette technique permet de montrer facilement que le tricot consiste en une série de boucles entrelacées. Le tricot aux doigts peut être également pratiqué dans l’avion, où les aiguilles sont interdites.

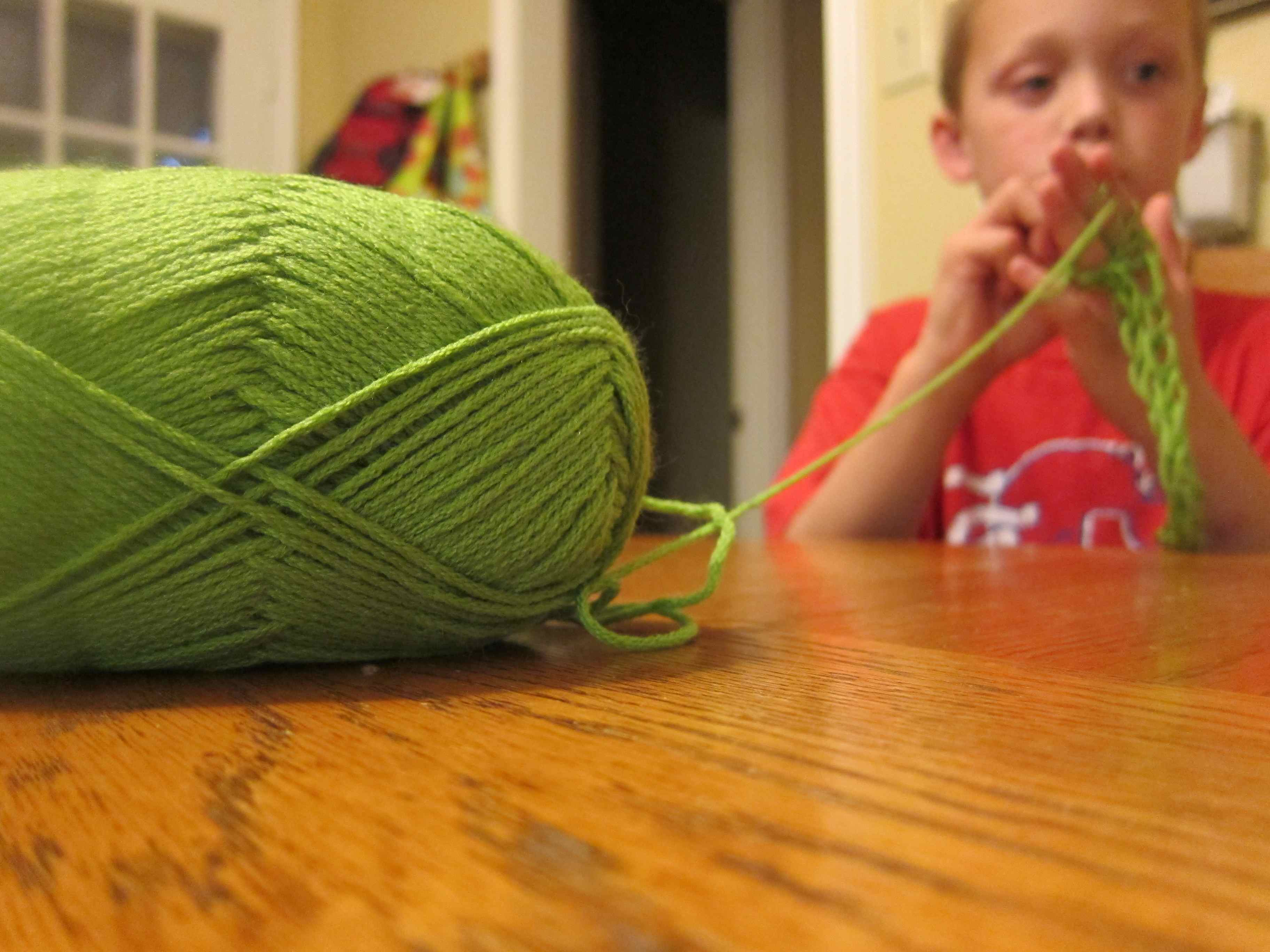
Enfant tricotant aux doigts.

## Records
Le record actuel reconnu par le Guinness Book of World Records est détenu par un Allemand qui a tricoté une pièce de 4 321 mètres en 2004. Dix jours auparavant, le précédent record avait été battu par Gemma Pouls d'Hamilton (Nouvelle-Zélande), 11 ans, avec une pièce de 2 779,49 mètres pesant 5 kg.